# Chiesa di San Tirso (Oviedo)
La chiesa di San Tirso (San Tirso el Real) si trova a Oviedo, capoluogo della comunità autonoma spagnola delle Asturie, vicino alla cattedrale di Oviedo. Essa data dall'800 circa e appartiene alle chiese asturiane preromaniche. Della costruzione originale, che bruciò in gran parte nel 1521, è rimasta ora solo la facciata orientale, che dal 1931 è stata dichiarata Monumento Nacional (Bien de Interés Cultural).

## Storia
La chiesa fu eretta come chiesa di palazzo dal re delle Asturie, Alfonso II, detto il Casto. La bellezza di questa chiesa, dedicata al santo martire del III secolo Tirso di Apollonia, fu celebrata nelle Cronache del IX secolo quali la Chronica Albeldense o la Chronica ad Sebastianum (885).
Da un atto di donazione emerge che nell'896 il re delle Asturie Alfonso III e la sua consorte Jimena, donarono la chiesa alla cattedrale di Oviedo. Nel 1521 la chiesa bruciò e ne rimase solo la facciata orientale.

## Architettura

### Struttura esterna

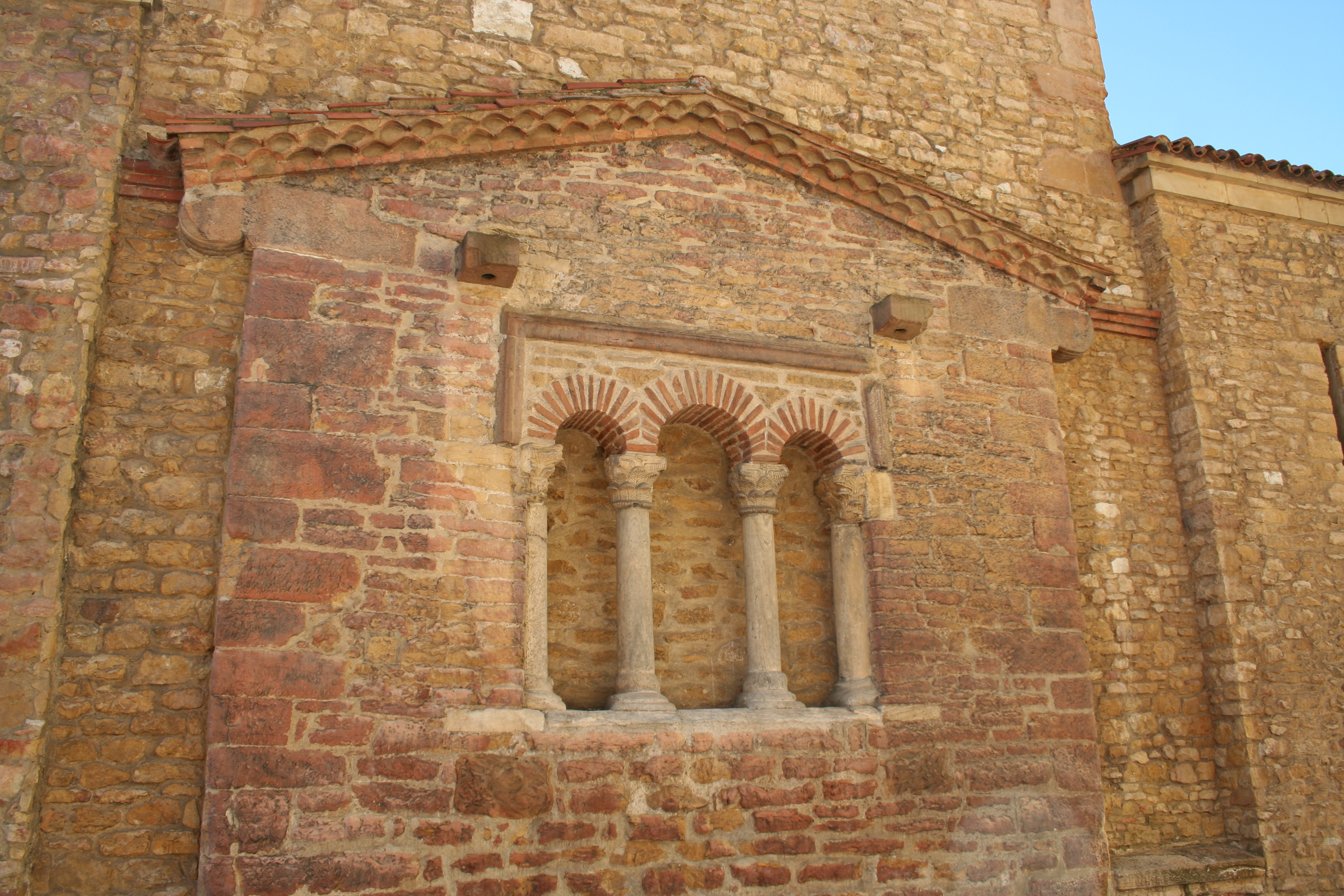
San Tirso, facciata occidentale con triforio

L'edificio è costruita in conci regolari. Gli angoli del fabbricato sono rinforzati da grosse pietre angolari. Le due più alte hanno una terminazione tonda, che sporge dal muro e sulla quale, come su una mensola, poggia un cornicione. 

### Il triforio
Al centro della facciata si trova un grande triforio, eretto in periodo successivo, con l'arco centrale più elevato, e iscritto in un quadrato di circa due metri di lato. La forma dei tre archi ricorda le tipiche cornici alfiz dell'architettura mozarabica.
Le colonne marmoree sono un reimpiego e risalgono al periodo tardo-romanico. Gli archi leggeri sono in mattoni e poggiano su capitelli decorati con due livelli di foglie in pietra, stilizzate.
Alla base dei capitelli una decorazione toroidale circonda le colonne.
La parte superiore del triforio è racchiusa da una cornice sporgente che corre orizzontalmente lungo tutto il triforio e "chiude" con i suoi due tratti orizzontali i due lati solo fino al livello della base degli archi. Sopra gli angoli superiori di questa cornice, leggermente più in alto e spostati verso l'esterno, sporgono dal muro due grosse pietre a forma di mensola. 

### Interno

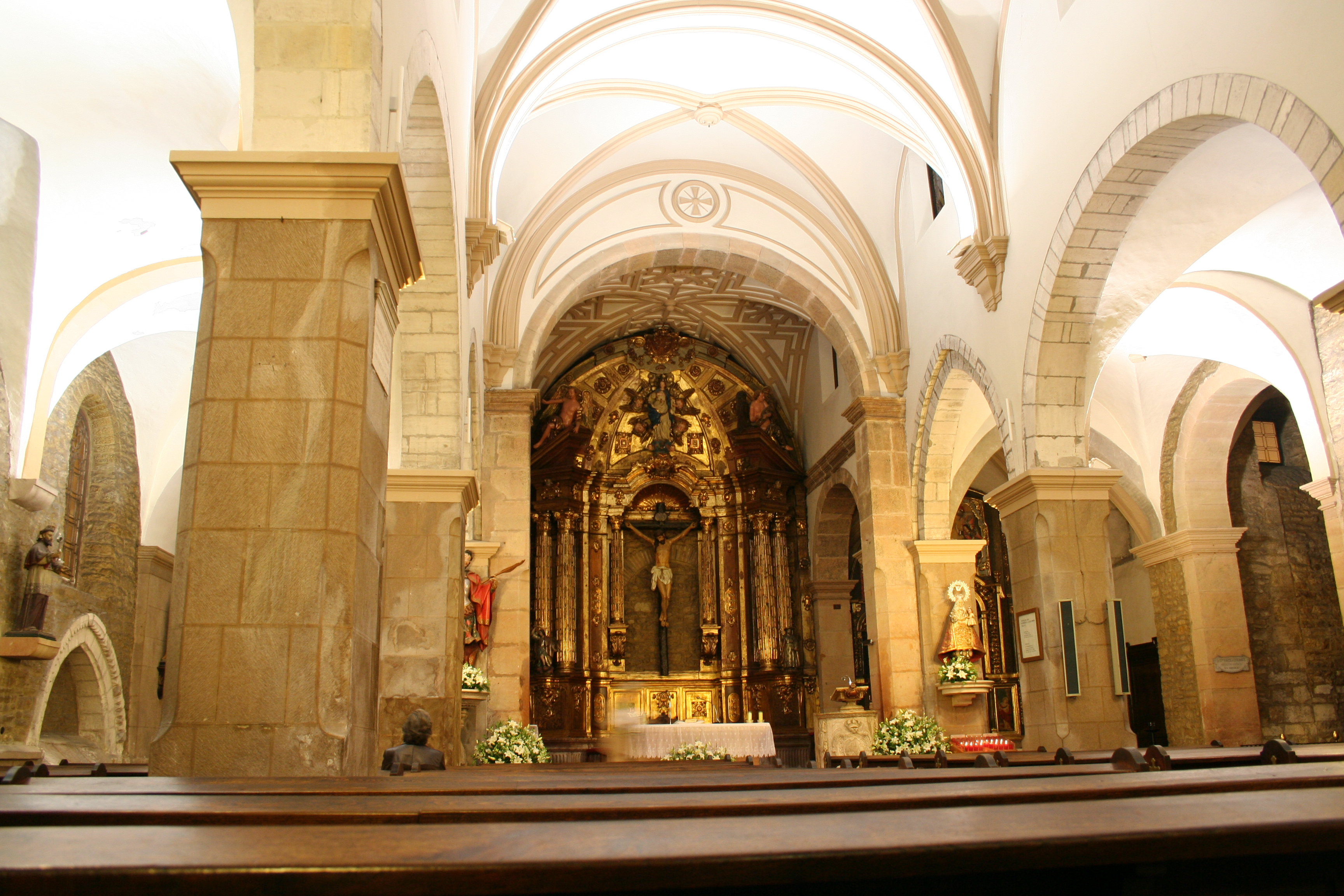
L'interno della chiesa

La chiesa è a pianta rettangolare, a tre navate separate da campate di colonne e archi. Nelle tre navate si trovano la cappella di Sant'Anna, alla navata sud, l'altar maggiore al fondo della navata centrale, e un corridoio laterale in quella nord.
Alla cappella di Sant'Anna si accede attraverso un arco a tutto sesto. La parte superiore della cappella è una volta a crociera di stile gotico. La volta poggia su mensole con angeli che portano uno scudo.
Sono degni di nota il retablo di José Bernardo de la Meana, con un'immagine dell'Assunta, una statua di San Tirso, di Antonio Borja, una scultura della Pietà, il retablo dell'altar maggiore con statua del Cristo e i trittici di Francisco Reiter.